# Rolf van Dick

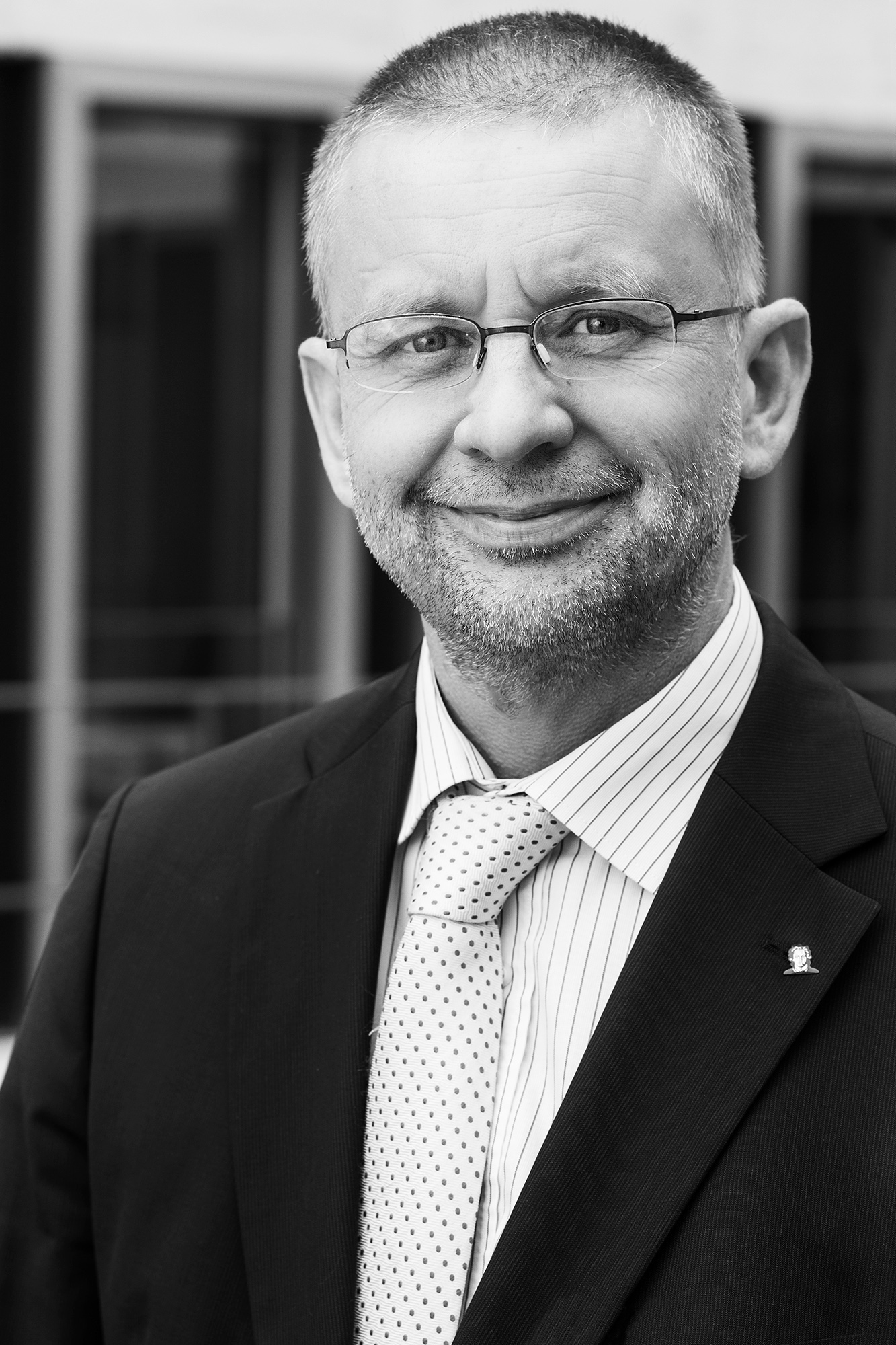
Rolf van Dick

Rolf van Dick (* 5. April 1967 in Duisburg) ist ein deutscher Sozialpsychologe. Er war Vizepräsident an der Johann Wolfgang Goethe-Universität Frankfurt am Main.

## Leben
Rolf van Dick verbrachte seine Kindheit und Jugend überwiegend im westmünsterländischen Burlo, wo er das Abitur am Gymnasium Mariengarden ablegte. Später studierte er Psychologie an der Philipps-Universität Marburg. Er promovierte 1999 an der Philipps-Universität Marburg zum Thema Stress und Arbeitszufriedenheit. Von 1995 bis 2002 war er dort wissenschaftlicher Mitarbeiter und Assistent. Ab 2003 unterrichtete und forschte er an der Aston University in Birmingham, zunächst als Senior Lecturer und von 2005 bis 2007 als Professor of Social Psychology and Organizational Behavior.

## Wirken
Seit 2006 ist Rolf van Dick Professor für Sozialpsychologie am Institut für Psychologie an der Johann Wolfgang Goethe-Universität Frankfurt am Main und lehrt an der Goethe Business School. Er war als Gastprofessor tätig in Beijing und Shanghai (2016, 2024, 2025), in Kathmandu (Nepal, 2009), auf Rhodos (University of the Aegaean, Griechenland, 2002) und an der University of Alabama (Tuscaloosa, USA, 2001). An der Lingnan University in Hongkong ist er seit 2022 als Distinguished Scholar tätig. 2016 war er Gastprofessor an der Università degli Studi di Trento (in Rovereto, Italien) und von 2016 bis 2018 hatte er eine Professur am Arbeitsforschungsinstitut (AFI) in Oslo inne. An der Goethe-Universität war er 2007/2008 Geschäftsführender Direktor des Instituts für Psychologie, und von 2011 bis 2015 und 2017/18 Dekan des Fachbereichs Psychologie und Sportwissenschaften. Aktuell ist er Prodekan, ein Amt, das er bereits 2008 bis 2011 innehatte.
Rolf van Dick ist Mitbegründer und wissenschaftlicher Direktor des „Center for Leadership and Behavior in Organizations“ an der Johann Wolfgang Goethe-Universität Frankfurt am Main. Von 2018 bis 2021 war er als Vizepräsident an der Universität zuständig für Gleichstellung, Diversität, Internationalisierung und Wissenschaftler in der frühen Berufsphase.
Rolf van Dick war Herausgeber des „British Journal of Management“ (2007–2009) und Mitherausgeber des „European Journal of Work and Organizational Psychology“ (2006–2007), von 2008 bis 2015 Herausgeber des „Journal of Personnel Psychology“ und von 2016 bis 2018 Mitherausgeber von "The Leadership Quarterly". Seit 2022 ist er Specialty Chief Editor für Employee Well-being and Health bei Frontiers in Organizational Psychology. Er ist im Editorial Board zahlreicher Fachzeitschriften und war von 2016 bis 2020 Mitglied des Fachkollegiums Psychologie der Deutschen Forschungsgemeinschaft. 
Seit 2023 ist er Henriette Herz-Scout der Alexander von Humboldt Stiftung und er wurde als "distinguished scholar" an die Lingnan University in Hongkong berufen.

## Forschungsschwerpunkte
Er forscht zu Prozessen in und zwischen Gruppen, im Speziellen zur Anwendung von 'Social Identity Prozessen in Diversity, Leadership, Mergers' und Teamarbeit. Zu diesen Themen hielt er über 300 Vorträge auf internationalen Fachtagungen sowie in Unternehmen und öffentlichen Veranstaltungen. Van Dick veröffentlichte 14 Bücher, ca. 100 Buchkapitel sowie über 200 Artikel in Fachzeitschriften und mehrere Sonderhefte in Fachzeitschriften.

## Auszeichnungen
- 2004 Mit Andreas Richter, Michael A. West und Jeremy Dawson: Best conference paper award and best student paper award of the Academy of Management Annual Conference in New Orleans
- 2008 '1822 Universitätspreis für exzellente Lehre' der Goethe-Universität Frankfurt
- 2009, 2016, 2019 und 2021 YAVIS-Preis verliehen von den Studierenden für die 'beste Lehre' am Fachbereich
- 2014 Outstanding Reviewer Award - Journal of Managerial Psychology
- 2018 Fellow, International Association of Applied Psychology

## Mitgliedschaften
- British Academy of Management (BAM), Academy of Management (AoM), American Psychological Society (APS), American Psychological Association (APA)
- Deutsche Gesellschaft für Psychologie (DGPs), European Association of Social Psychology (EASP), European Association of Work and Organizational Psychology (EWOP)

## Schriften
- R. Van Dick: Stress lass' nach. Wie Gruppen unser Stresserleben beeinflussen. Springer Verlag, Heidelberg 2015.
- R. Van Dick: Identifikation und Commitment fördern. Hogrefe, Göttingen 2017.
- Felfe, J. & van Dick, R.  (Hrsg.) Handbuch Mitarbeiterführung: Wirtschaftspsychologisches Praxiswissen für Fach- und Führungskräfte (2. Auflage). Berlin, Heidelberg: Springer. 2024.
- R. Van Dick, L. Fink: Führungsstile. Persönlichkeiten und Prominenten über die Schulter geschaut. Springer, Heidelberg 2018.
- X.-A. Zhang, N. Li, J. Ullrich, R. Van Dick: Getting everyone on board: The effect of differentiated transformational leadership by CEOs on top management team effectiveness and leader-rated firm performance. In: Journal of Management. Band 41, 2015, S. 1898–1933.
- J. A. Häusser, M. Kattenstroth, R. van Dick, A. Mojzisch: ‘We’ are not stressed. Social identity in groups buffers neuroendocrine stress reactions. In: Journal of Experimental Social Psychology. Band 48, 2012, S. 973–977.
- A. Richter, M. A. West, R. Van Dick, J. F. Dawson: Boundary spanners’ identification, intergroup contact and effective intergroup relations. In: Academy of Management Journal. Band 49, 2006, S. 1252–1269.
- J. Ullrich, O. Christ, R. Van Dick: Substitutes for procedural fairness: Prototypical leaders are endorsed whether they are fair or not. In: Journal of Applied Psychology. Band 94, 2009, S. 235–244.
- R. Van Dick, V. Ciampa, S. Liang: Shared identity in organizational stress and change. In: Current Opinion in Psychology. Band 23, 2018, S. 20–25.
- N. K. Steffens, S. A. Haslam, S. C. Schuh, J. Jetten, R. Van Dick: A meta-analytic review of social identification and health in organizational contexts. In: Personality and Social Psychology Review. Band 21, 2017, S. 305–335.
- R. Van Dick, S. A. Haslam: Stress and well-being in the workplace: Support for key propositions from the social identity approach. In: J. Jetten, C. Haslam, S. A. Haslam (Hrsg.): The social cure: Identity. health, and well-being. Psychology Press, Hove / New York 2012, S. 175–194.
- D. De Cremer, R. Van Dick, Murnighan, K. (Eds.): Social psychology and organizations. (= Organization and Management). Taylor & Francis, 2011.
- R. Van Dick, M. A. West: Teamwork, Teamdiagnose und Teamentwicklung. 2., erw. Auflage. Hogrefe, Göttingen 2013.